# Enrico D’Ovidio

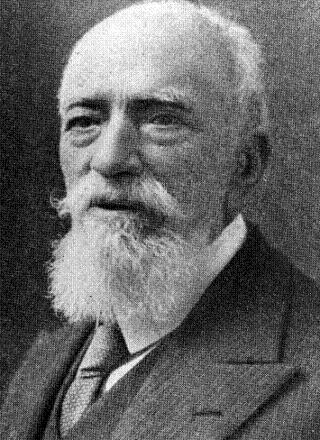
Enrico D’Ovidio

Enrico D’Ovidio (* 11. August 1842 in Campobasso; † 21. März 1933 in Turin) war ein italienischer Mathematiker, der sich mit Geometrie befasste.

## Leben
Enrico D’Ovidio studierte an einer privaten Vorbereitungsschule für Mathematik in Neapel, geleitet von seinem Onkel Achille Sannia (1822–1892), und dann an einer Ingenieursschule in Neapel (Scuola di Ponti e Strade) unter anderem bei Giuseppe Battaglini. Gleich nach der Gründung des Giornale di Matematiche durch Battaglini 1863 begann er darin zu publizieren. Er lehrte an einem Gymnasium in Neapel und an der Marineschule und erhielt 1869 aufgrund seiner Veröffentlichungen einen Abschluss ehrenhalber von der Universität Neapel. Im selben Jahr veröffentlichte er ein Schulbuch über Geometrie mit Achille Sannia, das mehrere Auflagen erlebte. 1872 bewarb er sich auf Drängen von Eugenio Beltrami für den Lehrstuhl für Algebra und Analytische Geometrie in Turin und gewann den Wettbewerb. 1880 und 1885 war er Rektor der Universität und 1918 ging er in den Ruhestand. 1906 bis 1922 war er Rektor des Polytechnikums in Turin.
Er befasste sich mit euklidischer und nichteuklidischer Geometrie sowie mit Quadriken und binären Formen.
Zu seinen Doktoranden gehörten Giuseppe Peano und Corrado Segre. Die beiden waren ebenso wie Francesco Severi, Guido Castelnuovo, Gino Fano und Gino Loria seine Assistenten und Corrado Segre wurde sein Kollege in Turin. Zu seinen Studenten gehörte auch Beppo Levi. 1879 erhielt er den Mathematik-Preis der Accademia dei XL. Er war Mitglied der Akademien von Neapel, Modena und Turin (1902 bis 1910 als deren Präsident), des Istituto Lombardo, der Accademia dei Lincei und der Accademia dei XL. 1905 wurde er Senator.
Sein jüngerer Bruder Francesco wurde Professor für Romanistik in Neapel und ebenfalls 1905 zum Senator ernannt.